# 8000 (število)
8000 (ósem tísoč) je naravno število, za katero velja 8000 = 7999 + 1 = 8001 - 1.

## V matematiki
- sestavljeno število.
- kubično število {\displaystyle 8000=20^{3}\,\!}.
- {\displaystyle 8000=11^{3}+12^{3}+13^{3}+14^{3}\,\!}.